# クロタキカズラ科
クロタキカズラ科(クロタキカズラか、Icacinaceae Miers) は被子植物の科のひとつ。これまで約55属400種以上が記載されていたが、2001年に複数の分類群を含むことが明らかとなり整理されたため、現在は23属約160種からなる。
日本にはクロタキカズラ、クサミズキ、ワダツミノキの3種が自生する。

## 分布
主に世界の熱帯域に分布する。種数は少ないものの、クロタキカズラのように温帯で見られる種類もある。

## 下位分類
4節に区分されており、23属におよそ160種が属する。。

Icacineae
- Alsodeiopsis Oliver
- Casimirella Hassler
- Icacina A. Jussieu
- Lavigera Pierre
- Leretia Vellozo
- Merrilliodendron Kanehira
- Pleurisanthes Baillon

Iodeae
- Iodes Blume
- †Iodicarpa Manchester[4]
- Mappianthus Handel-Mazzetti

Mappieae
- Mappia Jacquin
- Nothapodytes Blume

Phytocreneae
- Desmostachys Miers
- Hosiea Hemsley & E. H. Wilson
- Miquelia Meisner
- Natsiatopsis Kurz
- Natsiatum Arnott
- †Palaeophytocrene Reid & Chandler[4]
- Phytocrene Wallich
- Pyrenacantha Wight
- Rhyticaryum Beccari
- Sarcostigma Wight & Arnott
- Sleumeria Utteridge et al.
- Stachyanthus Engler
- Vadensea Jongkind & O. Lachenaud

Incertae sedis (所属不明)
- Cassinopsis Sonder

### 日本に分布する種
- クロタキカズラ属 Hosiea
  - クロタキカズラ H. japonica（近畿地方以西～九州）
- クサミズキ属 Nothaphodytes
  - クサミズキ N. nimmonianus（八重山諸島）
  - ワダツミノキ N. amamianus（奄美大島）

## 分類

### APG植物分類体系
APG IIIではクレード真正キク類 I (Euasterids I) の直下に目に所属させずに置かれていたが、APG IVではクロタキカズラ目に属することになった。また、従来のクロタキカズラ科から、ペンナティア科（セリ目）、ステモヌルス科（モチノキ目）、ヤマイモモドキ科（モチノキ目）、メッテニウサ科（メッテニウサ目）の4科が分離されている。。
- 被子植物 Angiosperm
  - 真正双子葉類 Eudicots
    - キク類 Asterids
      - 真正キク類 I Euasterids I
        - クロタキカズラ科 w:Icacinaceae

### クロンキスト体系
クロンキスト体系ではバラ亜綱のニシキギ目に入れている。
- 被子植物門 Magnoliophyta
  - 双子葉植物綱 Magnoliopsida
    - バラ亜綱 Rosidae
      - ニシキギ目 Cerastrales
        - クロタキカズラ科 Icacinaceae